# ビワモドキ目
ビワモドキ目 (Dilleniales) は被子植物の目の1つで、ビワモドキ科を含むもの。分類体系によって扱いは異なる。

## クロンキスト体系
クロンキスト体系ではビワモドキ亜綱に属する目で、2科を含む。花には多数の雄蕊と、離生（一部では合生）した数個の心皮を含む。
- モクレン綱（被子植物） Magnoliopsida
  - ビワモドキ亜綱 subclass Dilleniidae
    - ビワモドキ目 order Dilleniales
      - ビワモドキ科 family Dilleniaceae
      - ボタン科 family Paeoniaceae

## 新エングラー体系
新エングラー体系ではビワモドキ科とボタン科はオトギリソウ目に含められ、ビワモドキ目は認められていない。

## APG分類体系
APG植物分類体系のポストAPG IIではビワモドキ科のみで構成される単型のビワモドキ目が認められた。ナデシコ目と姉妹群の位置にある。
2003年のAPG IIではクロンキストのビワモドキ目に属する2科は、コア真正双子葉類 (Core Eudicots) の中におかれていた。ビワモドキ科は目の階級なしで置かれ、ボタン科はユキノシタ目の中に含められており、クロンキストのビワモドキ目が多系統であることが示されている。
2016年のAPG IVでは、ビワモドキ科単独の科の上位クレードとしてビワモドキ目が再び認められることになった。
- 被子植物 Magnoliophyta
  - 真正双子葉類 eudicots
    - コア真正双子葉類 core eudicots
      - ビワモドキ目 Dilleniales
        - ビワモドキ科 Dilleniaceae